# سوق متجول

## تعريف
سوق السلع المستعملة هو تجارة الأشياء المستعملة. من خلال الكناية، يشير المصطلح أيضًا إلى المتاجر التي يتم فيها تنفيذ هذا النوع من التجارة، فضلاً عن المعارض الشعبية المخصصة للمهنيين، والتي تُنظم عادةً في أيام الأحد والعطلات الرسمية.

## وصف
لا يختلف تاجر السلع المستعملة قانونًا عن تاجر التحف من حيث وضع الشركة: في كلتا الحالتين، هو نشاط إعادة بيع الممتلكات المنقولة، وليس نشاطًا جديدًا بصفته تاجرًا، فإنه يخضع لنفس الالتزامات: التسجيل في السجل التجاري أو إعلان حالة صاحب العمل الحر، والإعلان في المحافظة كموزع للأشياء المنقولة، الاحتفاظ بسجل لدى الشرطة يتم فيه تسجيل وصف الأشياء المشتراة. اسم البائع، الامتثال لقانون المستهلك، قانون الضرائب العام (عرض الأسعار، الفواتير، وما إلى ذلك)، الامتثال للتشريعات الاجتماعية، وما إلى ذلك. ولكن تجاه العملاء، ليس لديهم نفس الالتزامات (ضمانات فيما يتعلق بطبيعة وجودة البضائع المباعة على سبيل المثال)، من المفترض أن يبيع تاجر الخردة الأشياء والأثاث المستعمل بقيمة استخدام. تاجر التحف الذي لديه معرفة قوية بتاريخ الفن من المفترض أن يبيع الأثاث والأشياء الثمينة التي يتحمل مسؤولية أصالتها، تاجر الأشياء المستعملة غير مسؤول عن دقة المعلومات المقدمة على السلعة المباعة يتعلق الاختلاف أيضًا بالمفهوم الضريبي للعصور القديمة: فالآثار القديمة هي كائن يزيد عمره عن مائة عام. إذا كان تاجر السلع المستعملة يبيع أشياءً مستعملة بغض النظر عن عمرها، فإن تاجر التحف يبيع التحف التي يعود تاريخها إلى مائة عام على الأقل أو تندرج في الفئات المشار إليها. في كلتا الحالتين، هو نشاط تجاري.
تعين كلمة سوق البرغوث، بالإضافة إلى متجر السلع المستعملة، أيضًا حدثًا عامًا حيث يمكن للمشترين العثور على التحف أو التحف المستعملة.

## في فرنسا
والأهم، بحوالي 10000 عارض، يقام كل عام في وسط مدينة ليل خلال عطلة نهاية الأسبوع الأولى من شهر سبتمبر، يتبع اميان في الربيع والخريف عن كثب الحجم، غالبًا ما يكون لأسواق السلع المستعملة هذه أصل تاريخي وتديم التقاليد المحلية في العديد من المدن (سوق ليل للسلع الرخيصة والمستعملة، وسوق مونتسورو للسلع الرخيصة والمستعملة، وسوق تولوز للسلع الرخيصة والمستعملة، وما إلى ذلك).
منظمي هذه الأحداث هم بشكل عام جمعيات بموجب قانون 1901 والتي تجني إيرادات من تأجير المساحات، ويمكن أن تكون أيضًا شركات تجارية.
بالنسبة لتحف سوق السلع المستعملة، يحتفظ المنظمون بإمكانية الوصول إلى الأشخاص المسجلين في السجل التجاري أو الذين يتمتعون بوضع رجل أعمال تلقائي، وجميعهم مُعلن عن بيع الأشياء المنقولة بالقرب من المحافظة.في فرنسا، أدى التطور الكبير جدًا لمبيعات المرآب (المكونة بشكل أساسي من الأفراد) إلى رد فعل من تجار السلع المستعملة وتجار التحف الذين يشعرون بالقلق إزاء ما يسمونه المنافسة غير العادلة وفي الواقع، لا يكتفي بعض الأفراد ببيع العناصر الشخصية المستعملة، لكنهم يقومون بصفقة حقيقية دون تحمل الرسوم التي يتعرض لها المحترفون. من المغري للأفراد أن يتصرفوا مثل صاحب متجر (الشراء من أجل إعادة البيع) والانزلاق إلى الأحداث في نهاية كل أسبوع لبيع مشترياتهم، دون أي التزام بإعلان رقم المبيعات، دون دفع الضرائب (ضريبة القيمة المضافة، الضرائب المهنية، والتدريب المهني، وما إلى ذلك)، بدون إعلان عن النتائج وبالتالي بدون دفع مساهمات اجتماعية. ما يفعله البعض بارتكاب جريمة (عمل غير مشروع).

## في بلجيكا
تمّ إنشاء «السوق القديم» في «ساحة لعبة الكرة» في عام 1873 م، وقد أُطلِق عليه هذا الاسم لأنّه لعب لعبة الكرة.
منذُ ذلك الحين، استمرّ هذا السوق في العمل هناك. لذلك، يوجد كل يوم تُجّار خردة، و موفرو منازل فارغة، وتُجّار سلع مُستعملة من خلفيات مختلفة وتُجّار تُحف يعملون هناك في ظل جميع الظروف والتاريخ.
هذا التقليد النشط الذي أصبح حديثًا لا يقل أهمية عن سهولة استخدامه بالنسبة لنهج إعادة التدوير البيئي.سوق في الهواء الطلق لا يبيع الطعام، لذا فهو «سوق للسلع الرخيصة والمستعملة»، ولكن السوق في «ساحة لعبة الكرة» هو أكثر من مجرّد سوق للسلع الرخيصة والمستعملة.
في الدول العربية أيضًا
منها مصر
هو عالم مختلف، له طقوسه وأعرافه وقوانينه، يحوي كلّ شيْ من الإبرة إلى ما دون الصاروخ، أغلب زبائنه من الشباب وبعضهم من كبار الأثرياء، إنّه «سوق المستعمل»، وفي هذا السوق ما لا تجده في سوق الجديد؛ ماركات عالمية، جودة كبيرة وأسعار خارج المنافسة.
إنّها طريقة المصريين في عيش الحياة وإيجاد سبُل للتغلب على ارتفاع الأسعار، حيث يمكن لشاب مُقبل على الزواج تجهيز شقة بجميع مُستلزماتها من مفروشات وأثاث وأدوات كهربائية بتكلفة تُناسب دخله المُتواضع. «الوفد» أعدت هذا الملف من سوق المستعمل.
أهم أهدافها مواجهة جشع التجار
ماركات عالمية وجودة عالية وأسعار رخيصة
في الآونة الأخيرة انتشرت المحال التجارية، لبيع الأثاث المستعمل والملابس والأجهزة الإلكترونية، وشهدت تلك المحال إقبالاً كبيرًا على الشراء خاصة أن بعض المواطنين عزفوا عن شراء الأدوات الجديدة، واستبدلوها بالمستعمل بسبب الجودة العالية والمتانة ووجود بعض الماركات العالمية النادرة، التي أصبحت غير متداولة الآن إلا في سوق المستعمل، وتعمل محال بيع الأجهزة المستعملة على استيرادها، وتشهد إقبالاً من المصريين على شرائها؛ لانخفاض سعرها بشكلٍ كبير.
أيضا الإمارات العربية المتحدة
تضم دولة الإمارات العربية المتحدة أسواقاً متنوعة تلبي مختلف الاحتياجات ومنها ما يتم تخصيصه لبيع سلعة معينة، فعلى سبيل المثال، تتوفر أسواق خاصة بالبهارات والتي يمكننا شراء البهارات النادرة منها، ويمكن الاستفادة من الأسواق الشعبية في الإمارات التي توفر تشكيلة متنوعة من السلع. هذا وتضم الدولة سوق المستعمل في الإمارات الذي يمكن العثور فيه على مختلف المستلزمات بأسعار أقل وجودة مماثلة للسلع الجديدة، إذ يمكنك شراء سيارة من أحد معارض سيارات بي إم دبليو المستعملة في دبي أو أجهزة إلكترونية أو كهربائية ذات جودة عالية وبسعر منافس أقل من السعر الأصلي، وجميعنا يعي أن البضائع المستعملة لا يشترط أن تكون غير صالحة أو فيها عطل ما، إذ يمكننا العثور على بعض المستلزمات بجودة جيدة أو مقبولة تلبي احتياجاتنا على أكمل وجه، لذلك، سنقدم لك نبذة عن سوق الإمارات المستعمل لنساعدك في العثور على بعض المنتجات الجيدة بأسعار معقولة للغاية.

## سوق الاثاث المستعمل في الإمارات
سنبدأ مقالنا بالحديث عن سوق المستعمل في الإمارات الخاص بالأثاث، إذ تتوفر عدة أسواق تختص في بيع الأثاث المستعمل في الإمارات.

## المصدر المترجم
https://fr.wikipedia.org/wiki/Brocante
Henri Mahé de Boislandelle (Mahé Henry): «سوق التحف في فرنسا»، 1973، Presses Universitaires de France ، باريس. Henri Mahé de Boislandelle: «سوق الفن وإدارة التراث»، 2005، إيكونوميكا، باريس، 431 صفحة (ISBN 2717849661 و 978-2717849660) "Les chips de Montsoreau"، على http://www.anjou-tourisme.com (تمت الاستشارة في 7 أبريل 2019) المعارض والأسواق الرسمية 1995